# Coccophagus hawaiiensis
Coccophagus hawaiiensis är en stekelart som beskrevs av Timberlake 1926. Coccophagus hawaiiensis ingår i släktet Coccophagus och familjen växtlussteklar. Inga underarter finns listade i Catalogue of Life.